# Grand Évreux Agglomération
Pour les articles homonymes, voir GEA.
Le Grand Évreux Agglomération  (GEA) est une ancienne communauté d'agglomération française, située dans le département de l'Eure et la région Normandie.

## Histoire
Le GEA a vu le jour le 20 décembre 1999. Il rassemblait les communes autour d'Évreux, préfecture de l'Eure.
Dix-sept ans plus tard, le 31 décembre 2016, l'intercommunalité disparaît en fusionnant avec la communauté de communes La porte normande pour former la communauté d'agglomération Évreux Portes de Normandie, créée le 1er janvier 2017. Le nouvel ensemble était ainsi composé de plus de 100 000 habitants.

## Territoire communautaire

### Communes adhérentes
Le GEA regroupait 37 communes :
| Nom                           | Code Insee | Gentilé         | Superficie (km2) | Population (dernière pop. légale) | Densité (hab./km2) |
| ----------------------------- | ---------- | --------------- | ---------------- | --------------------------------- | ------------------ |
| Évreux (siège)                | 27229      | Ébroïciens      | 26,46            | 49 461 (2014)                     | 1 869              |
| Angerville-la-Campagne        | 27017      | Angervillais    | 3,62             | 1 122 (2014)                      | 310                |
| Arnières-sur-Iton             | 27020      | Arniérois       | 12,19            | 1 560 (2014)                      | 128                |
| Aviron                        | 27031      | Avironnais      | 7,32             | 1 108 (2014)                      | 151                |
| Les Baux-Sainte-Croix         | 27044      | Bauxicrussiens  | 17,03            | 881 (2014)                        | 52                 |
| Boncourt                      | 27081      | Boncourtois     | 4,15             | 187 (2014)                        | 45                 |
| Le Boulay-Morin               | 27099      | Boulay-Morinois | 5,55             | 757 (2014)                        | 136                |
| Caugé                         | 27132      | Caugéens        | 11,61            | 829 (2014)                        | 71                 |
| La Chapelle-du-Bois-des-Faulx | 27147      | Chapellois      | 4,37             | 560 (2014)                        | 128                |
| Cierrey                       | 27158      | Cierrois        | 4,03             | 721 (2014)                        | 179                |
| Dardez                        | 27200      | Dardeziens      | 2,82             | 158 (2014)                        | 56                 |
| Émalleville                   | 27216      | Émallevillais   | 4,19             | 537 (2014)                        | 128                |
| Fauville                      | 27234      | Fauvillais      | 3,32             | 332 (2014)                        | 100                |
| Gauciel                       | 27280      | Gaucielois      | 7,72             | 916 (2014)                        | 119                |
| Gauville-la-Campagne          | 27282      | Gauvillais      | 6,15             | 528 (2014)                        | 86                 |
| Gravigny                      | 27299      | Gravignois      | 9,98             | 3 935 (2014)                      | 394                |
| Guichainville                 | 27306      | Guichainvillais | 15,32            | 2 557 (2014)                      | 167                |
| Huest                         | 27347      | Huestois        | 6,57             | 749 (2014)                        | 114                |
| Irreville                     | 27353      | Irrevillais     | 5,60             | 480 (2014)                        | 86                 |
| Le Mesnil-Fuguet              | 27401      |                 | 3,58             | 176 (2014)                        | 49                 |
| Miserey                       | 27410      | Misérois        | 8,11             | 605 (2014)                        | 75                 |
| Normanville                   | 27439      | Normanvillais   | 9,14             | 1 126 (2014)                      | 123                |
| Parville                      | 27451      | Parvillais      | 4,54             | 310 (2014)                        | 68                 |
| Le Plessis-Grohan             | 27464      | Grohannais      | 8,28             | 846 (2014)                        | 102                |
| Reuilly                       | 27489      | Reuillois       | 9,73             | 556 (2014)                        | 57                 |
| Sacquenville                  | 27504      | Sacquenvillais  | 9,97             | 1 171 (2014)                      | 117                |
| Saint-Germain-des-Angles      | 27546      |                 | 1,81             | 191 (2014)                        | 106                |
| Saint-Luc                     | 27560      |                 | 5,08             | 256 (2014)                        | 50                 |
| Saint-Martin-la-Campagne      | 27570      | Saint-Martinois | 3,52             | 96 (2014)                         | 27                 |
| Saint-Sébastien-de-Morsent    | 27602      | Sébamorsentins  | 10,02            | 5 265 (2014)                      | 525                |
| Saint-Vigor                   | 27611      | Vigoriens       | 6,58             | 327 (2014)                        | 50                 |
| Sassey                        | 27615      | Sacéens         | 4,28             | 181 (2014)                        | 42                 |
| Tourneville                   | 27652      | Tournevillais   | 7,31             | 335 (2014)                        | 46                 |
| La Trinité                    | 27659      | Trinitain       | 2,99             | 113 (2014)                        | 38                 |
| Le Val-David                  | 27668      | Valdavidiens    | 6,79             | 744 (2014)                        | 110                |
| Les Ventes                    | 27678      | Ventois         | 20,65            | 1 050 (2014)                      | 51                 |
| Le Vieil-Évreux               | 27684      |                 | 11,57            | 749 (2014)                        | 65                 |

## Administration

### Administration (au 9 janvier 2017)
Au moment de la fusion du Grand Évreux Agglomération avec la Communauté de communes La porte normande dans la nouvelle entité Évreux Portes de Normandie, le président du Grand Évreux était Guy Lefrand, maire d'Évreux. Il était assisté de 13 vice-présidents :
- Finances et Marchés publics : Bruno Groizeleau, maire de Saint-Sébastien-de-Morsent.
- Aménagement du territoire et énergies : Xavier Hubert, maire des Baux-Sainte-Croix et conseiller départemental de l'Eure.
- Politique de la ville : Driss Ettazoui, conseiller municipal d'Évreux.
- Attractivité économique et emploi : Stéphanie Auger, adjointe au maire d'Évreux et vice-présidente du conseil départemental de l'Eure.
- Voirie : Michel Molina, maire d'Huest.
- Eau, Assainissement - Déchets, environnement et propreté : Guy Dossang, maire d'Angerville-la-Campagne.
- Mobilités durables et accessibilité : Nicole Duranton, conseillère municipale d'Évreux et sénatrice de l'Eure.
- Équilibre territorial et social de l'habitat : Ludovic Bourrelier, adjoint au maire d'Évreux et conseiller départemental de l'Eure.
- Cohésion sociale et insertion : Mohamed Derrar, conseiller municipal d'Évreux.
- Développement des usages numériques : Arnaud Mabire, conseiller municipal de Normanville.
- Enseignement supérieur et recherche : François Bibes, maire de Guichainville.
- Tourisme : Rémi Priez, maire de Boncourt.

### Liste des présidents du Grand Évreux Agglomération
| Liste des présidents du Grand Évreux Agglomération | Liste des présidents du Grand Évreux Agglomération | Liste des présidents du Grand Évreux Agglomération | Liste des présidents du Grand Évreux Agglomération | Liste des présidents du Grand Évreux Agglomération |
| Année                                              | Année                                              | Maire                                              | Parti                                              | Qualité                                            |
| -------------------------------------------------- | -------------------------------------------------- | -------------------------------------------------- | -------------------------------------------------- | -------------------------------------------------- |
|                                                    | décembre 1999-mars 2001                            | Rolland Plaisance                                  | PCF                                                | Maire d'Évreux                                     |
|                                                    | mars 2001-mars 2007                                | Jean-Louis Debré                                   | UMP                                                | Maire d'Évreux                                     |
|                                                    | mars 2007-mars 2008                                | Jean-Pierre Nicolas                                | UMP                                                | Maire d'Évreux                                     |
|                                                    | mars 2008-avril 2014                               | Michel Champredon                                  | PRG                                                | Maire d'Évreux                                     |
|                                                    | avril 2014-janvier 2017                            | Guy Lefrand                                        | LR                                                 | Maire d'Évreux                                     |